# Club San Sebastián de León
A Club San Sebastián de León egy megszűnt mexikói labdarúgócsapat, amelynek otthona a Guanajuato államban található León volt. Hat szezon idejéig szerepelt az első osztályú bajnokságban, majd amikor megalakult a másodosztály, ők lettek a mexikói focitörténelem első kieső csapata.

## Története
Az 1944-ben alapított klub 1945-ben, a mexikói bajnokság professzionális történetének második szezonja után csatlakozott a többi résztvevőhöz, de jó eredményt soha nem tudtak elérni. 1950-ben az utolsó helyen végeztek, de mivel ekkor még nem létezett másodosztály, ezért nem is estek ki, viszont a következő szezonban, amikor megint utolsók lettek, éppen létrejött a másodosztály, így a San Sebastián de León lett az első kieső csapat.

## Bajnoki eredményei
A csapat első osztályú szereplése során az alábbi eredményeket érte el:
| Év        | Helyezés |
| --------- | -------- |
| 1945–1946 | 15. hely |
| 1946–1947 | 13. hely |
| 1947–1948 | 6. hely  |
| 1948–1949 | 7. hely  |
| 1949–1950 | 14. hely |
| 1950–1951 | 12. hely |